# آرتیوم کوریان
آرتیوم تیگرانی کوریان ( روسی: Артём Дикранович Корян؛ زادهٔ ۲۳ مهٔ ۱۹۹۰) بازیکن فوتبال بازنشسته در پست دروازه‌بان ارمنی‌تبار اهل روسیه است.

## باشگاهی
از باشگاه‌هایی که در آن بازی کرده‌است می‌توان به باشگاه فوتبال نیکا مسکو اشاره کرد.